# 惲釜
惲釜（1484年—1543年），字器之，號後溪，直隸武進（今江蘇）人，明朝政治人物，進士出身。

## 生平
正德五年（1510年）庚午科應天府鄉試第八名舉人，正德十六年（1521年）登進士第二甲第四十八名。授湖廣安陸州知州。以丁憂歸，服闕，補均州知州。擢南京戶部員外郎，升郎中，調吏部。因忤同年張璁，出為溫州府知府，後調成都府知府，以足疾不赴，著有《溪堂集》等。

## 家族
曾祖惲繼宗、祖父惲璵、父惲禧。母陸氏。慈侍下。